# Kassian Singer
Kassian Singer, auch Cassian Singer (* 13. August 1712 in Götzens; † 16. Jänner 1759 in Kitzbühel) war ein österreichischer Baumeister und Stukkateur.

## Leben

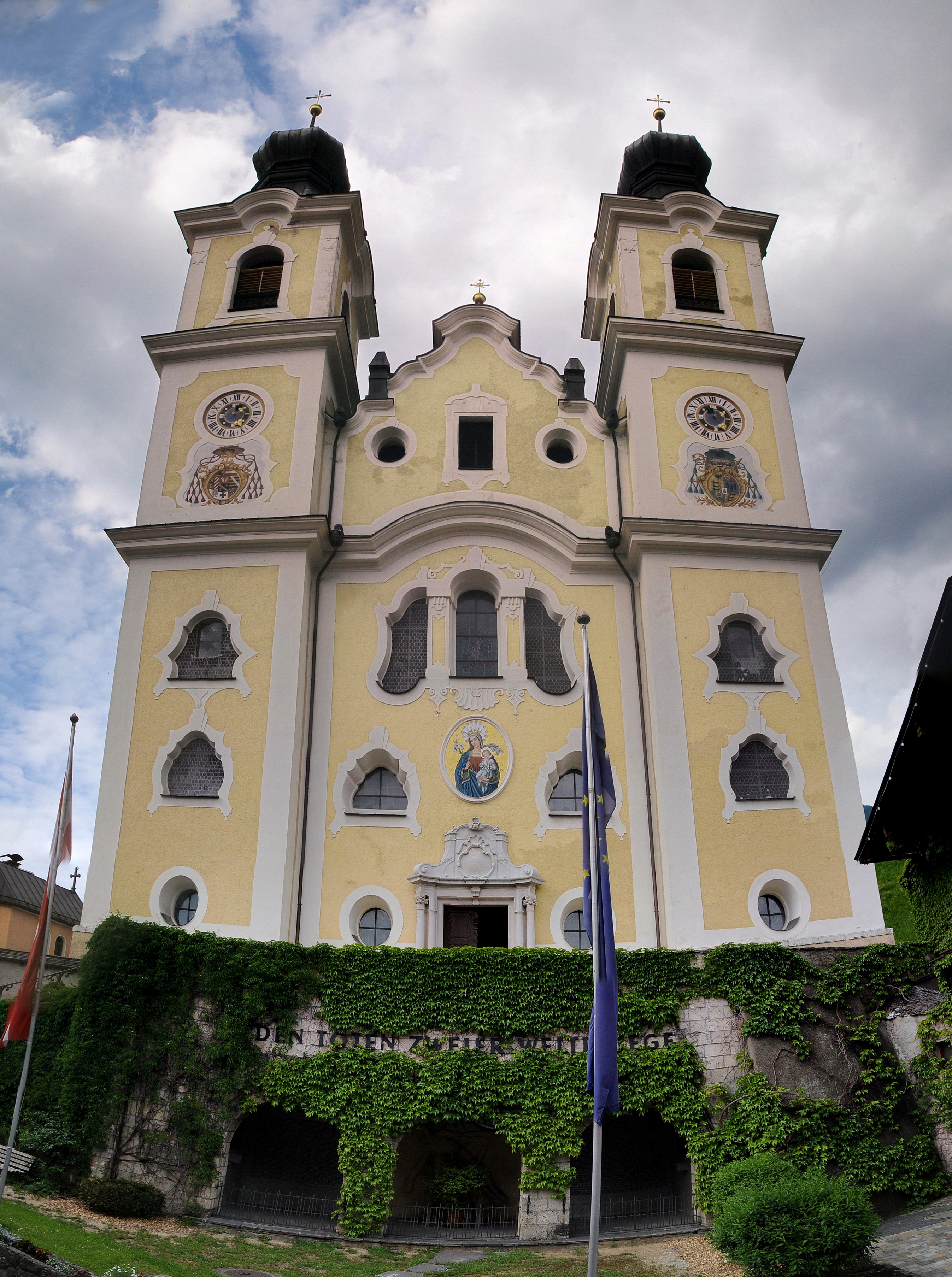
Pfarrkirche hll. Jakob und Leonhard in Hopfgarten im Brixental

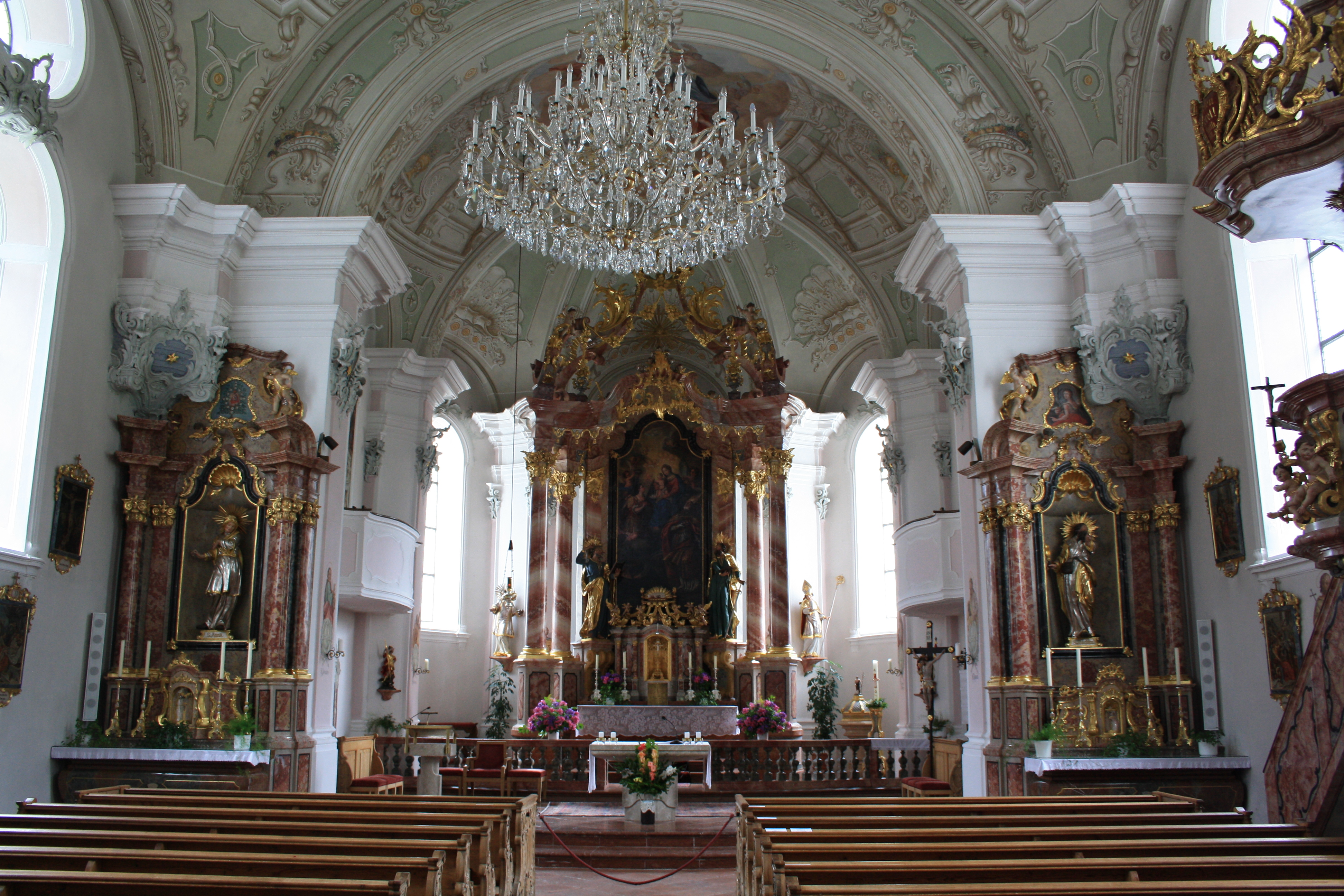
Pfarrkirche Waidring – Innenansicht

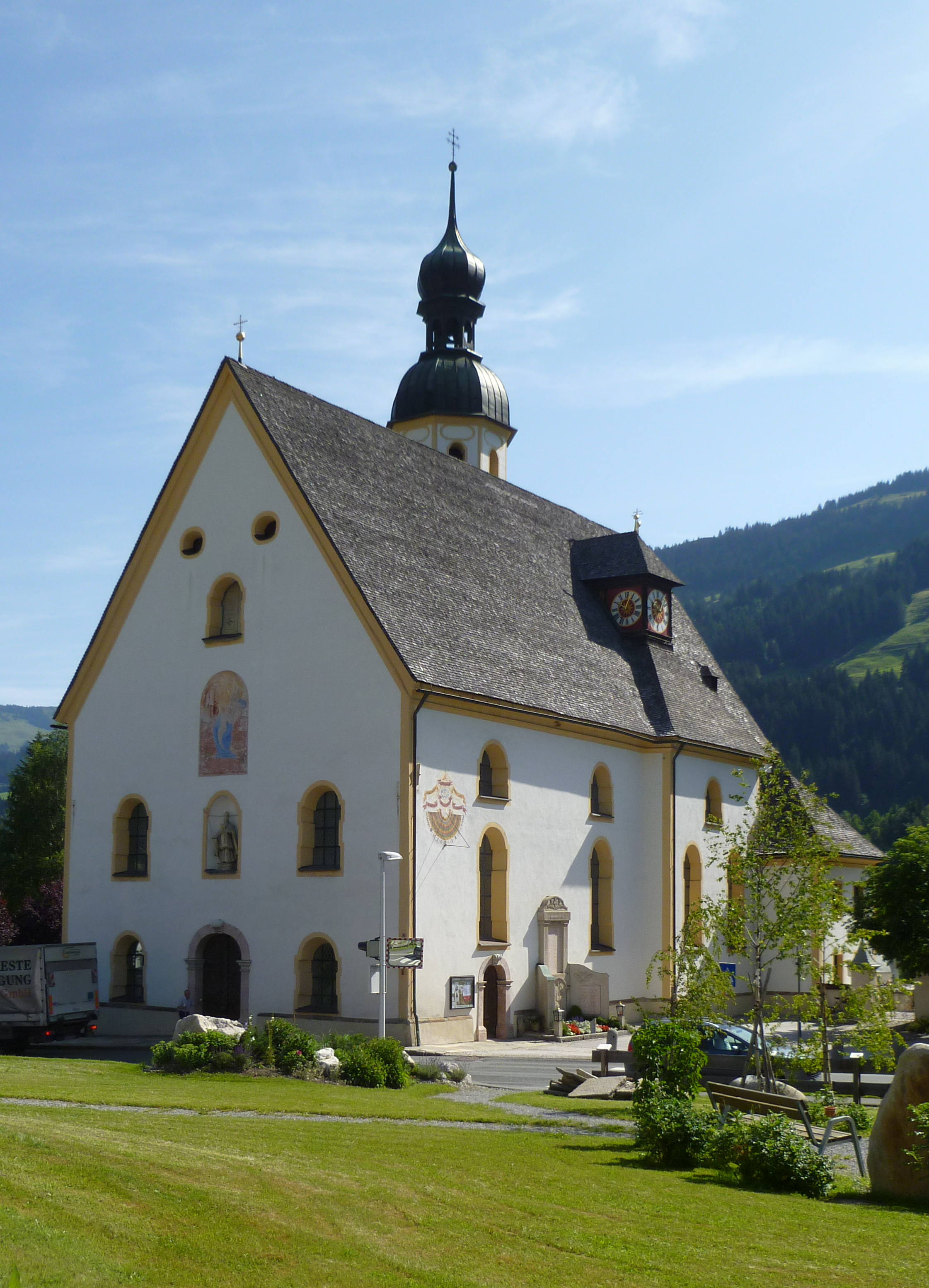
Katholische Pfarrkirche hl. Wolfgang in Jochberg

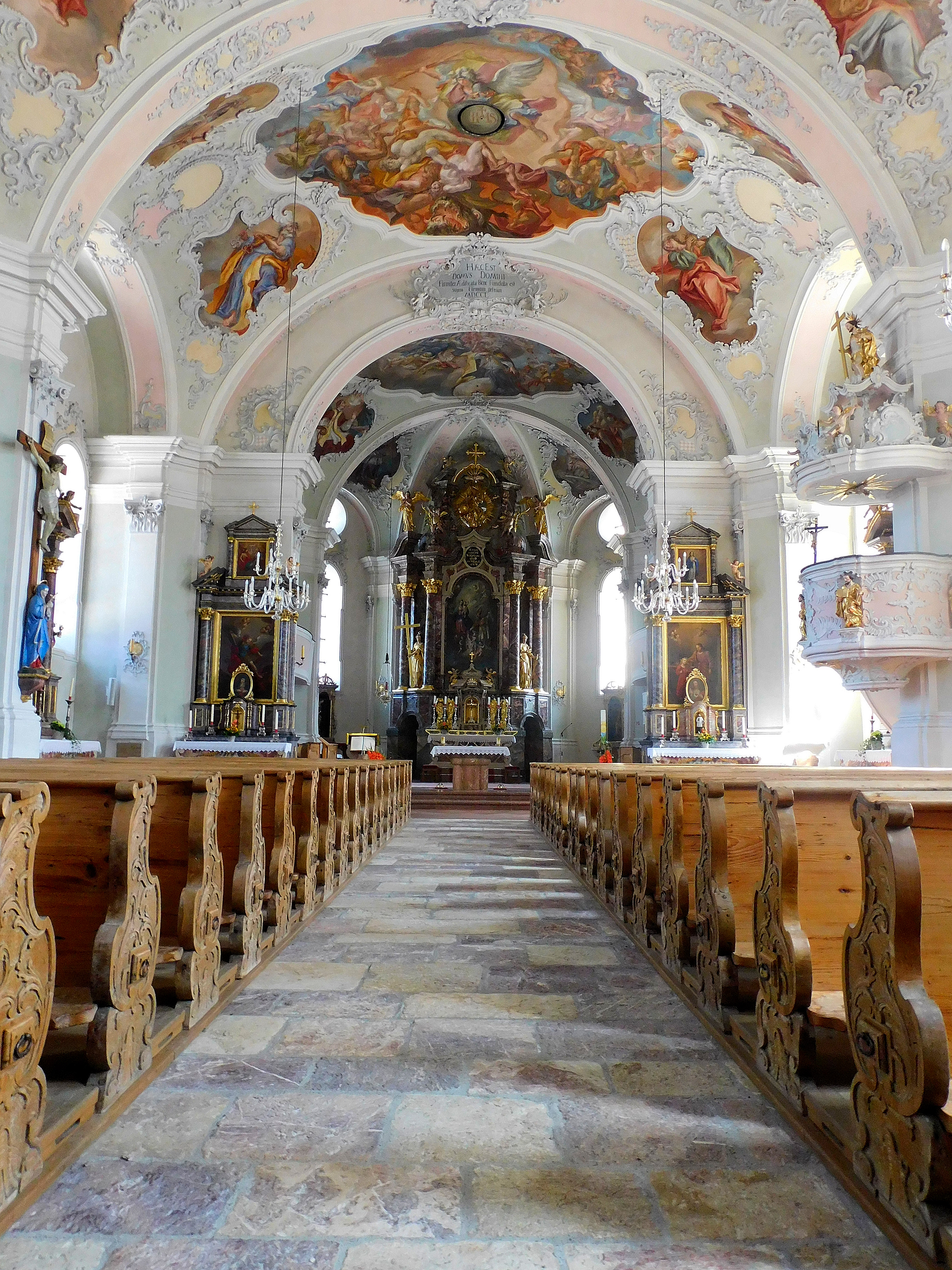
Pfarrkirche hl. Wolfgang in Jochberg Innenraum

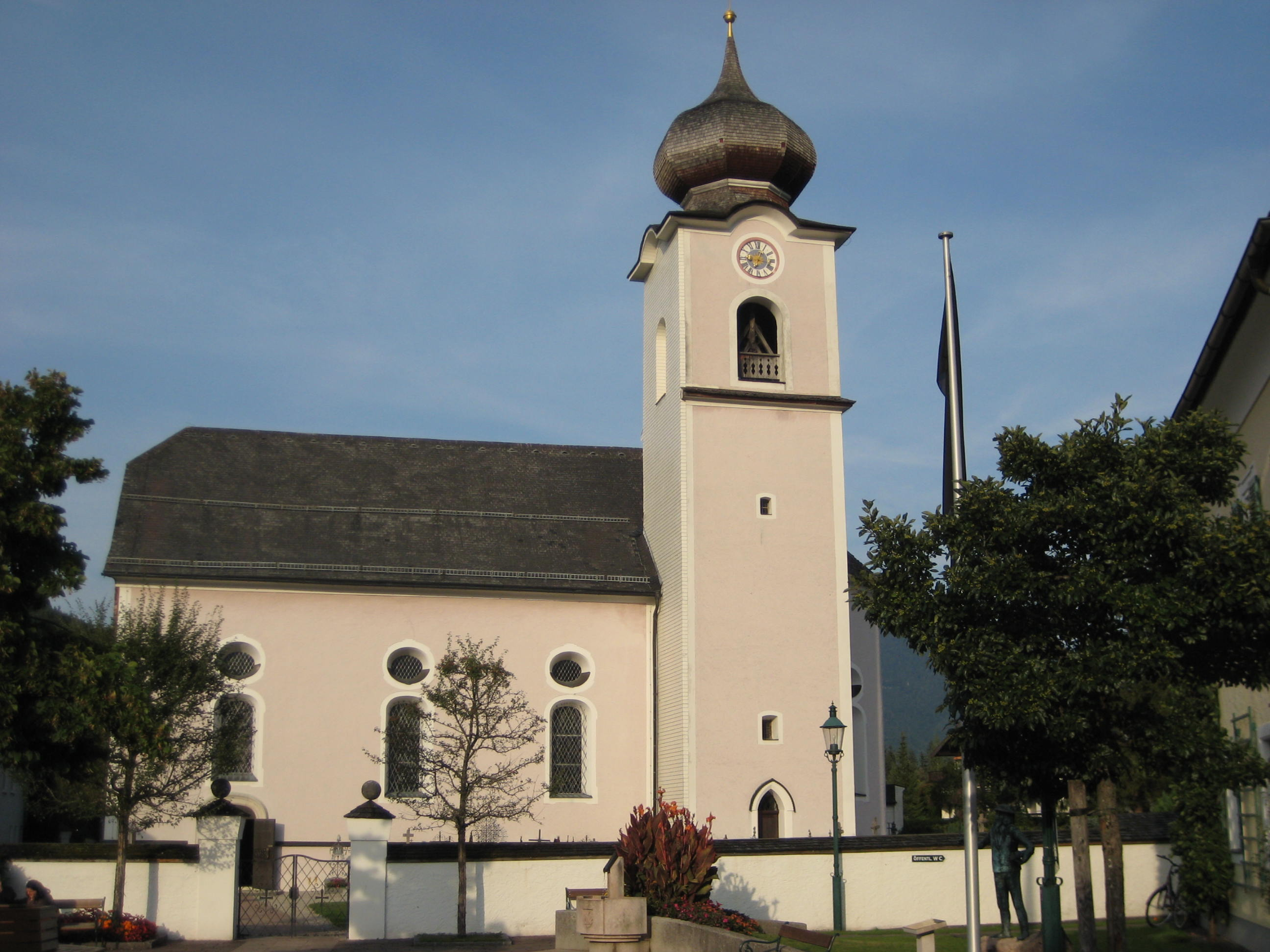
Katholische Pfarrkirche hl. Sigismund in Strobl

Kassian Singer wurde von seinem Vater Jakob (1685–1760) ausgebildet. Dieser war ab 1726 Baumeister in Schwaz und arbeitete eng mit seinem Bruder, dem Stukkateur Hans Singer, zusammen. Die Wanderjahre verbrachte Kassian Singer in Niederösterreich, wo gerade mehrere große Klosterbauten errichtet wurden und ihn die neue Gewölbeformgebung mit ovalen Flachkuppeln besonders beeindruckte. Diese verwendete er danach bei fast allen seiner Kirchenbauten. 1740 scheint Kassian Singer in der Bürgerliste von Kitzbühel als Maurermeister auf, geht dann aber für einige Zeit in die oberungarische Bergwerksstadt Schemnitz, zu welcher der Kitzbüheler Bergbau enge Verbindungen hatte. 1745 ist Singer wieder in Kitzbühel, und im Jahr darauf wird er in die Zunft der Steinmetzen, Mauer- und Zimmerleute aufgenommen. 1747 wählt ihn die Zunft zum Lad- und Büchsenmeister.
1746 heiraten Kassian Singer und Anna Steinlechner. Seine Frau verstirb jedoch bei der Geburt des zweiten Kindes 1750. Bereits ein Jahr später heiratet er Anna Kaufmann. Gegen Mitte der 1750er Jahre klagt Singer in Briefen an den Abt von Mondsee über gesundheitliche Probleme, die schließlich zur Bettlägerigkeit führen. 1759 verstirbt Kassian Singer im Alter von 47 Jahren in Kitzbühel.

## Würdigung und Nachfolge
Kassian Singer dominierte in den knapp zwanzig Jahren seines Schaffens das Baugeschehen im Tiroler Unterland. Mit seinen ovalen Flachkuppeln überwand er die traditionelle barocke Formgebung der tonnengewölbten Kirchenräume und machte dadurch einen Schritt hin zu den neuen Auffassungen des Rokoko. Diese stilistische Weiterentwicklung machte er auch bei seinen Stukkaturen. Singers Bauten entsprachen dem Zeitgeschmack der kirchlichen Obrigkeit, und so konnte er von Kitzbühel aus auch Aufträge im Salzburgischen und bis in die Obersteiermark lukrieren.
Bei Singers frühem Tod standen gerade die Kirchen von Hopfgarten im Brixental, von Strobl am Wolfgangsee und von Waidring im Bau. Sein Polier Andreas Hueber erhielt die Erlaubnis, diese Baustellen fortzuführen. Nachdem er Singers Witwe heiratete, konnte Hueber Mitglied der Zunft der Kitzbüheler Bauhandwerker werden und das Unternehmen weiter betreiben.
Kassian Singers Cousin, Franz Singer (Sohn des Stukkateurs Hans Singer), der in der Umgebung von Innsbruck ebenfalls als Baumeister und Stukkateur tätig war, schuf mit der Pfarrkirche Götzens eine der bedeutendsten Rokokokirchen Tirols.

## Arbeiten und Entwürfe
- Pfarrkirche Sistrans: Stuck (1741)[2]
- Pfarrkirche Gnadenwald: Stuck (1741)[4]
- Stiftskirche St. Josef in Fiecht: Riss (ausgeführt vom Vater Jakob Singer) (1741)[2]
- Pfarrkirche Leogang: Stuck (1745/46)[2]
- Pfarrkirche Mariae Himmelfahrt in Münster: Stuck (1746/47)[2]
- Pfarrkirche Angath: Stuck (1746/47)[2]
- Pfarrkirche Schlitters: Stuck (1747)[2]
- Pfarrkirche Jochberg (um 1748–50)[5]
- Pfarrkirche Haus (1749)[2]
- Sebastianskirche in Salzburg: Riss (nicht ausgeführt) (1749–53)[1]
- Stadtpfarrkirche Kitzbühel: Stuck in der Rosakapelle (1751)[6]
- Loretokapelle in Sankt Jakob am Thurn (1752)[1]
- Pfarrkirche St. Gallen: Kirchturm (1752/53)[2]
- Stiftsgebäude Mondsee: Umbauten (1753–1758)[2]
- Pfleggerichtsgebäude Thalgau (1755–1757)[2]
- Pfarrkirche Walchen: Riss (nicht ausgeführt) (1755)[2]
- Pfarrkirche Unken: Riss (nicht ausgeführt) (1756/57)
- Pfarrkirche Waidring (1757–64)[5]
- Pfarrkirche Strobl (1758)[1]
- Pfarrkirche Hopfgarten im Brixental (1758–64)[5]